# Bupleurum angulosum
Bupleurum angulosum es una especie de planta herbácea perteneciente a la familia de las apiáceas.

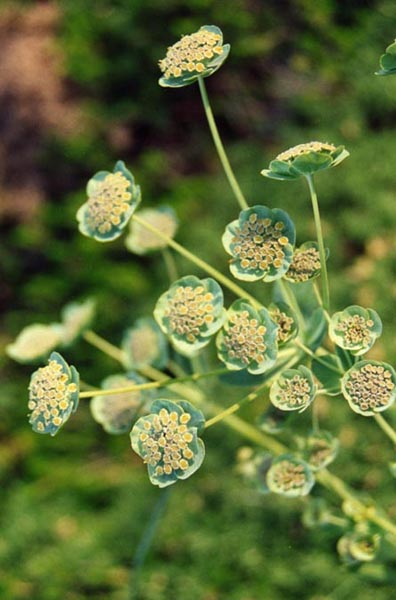
Flores

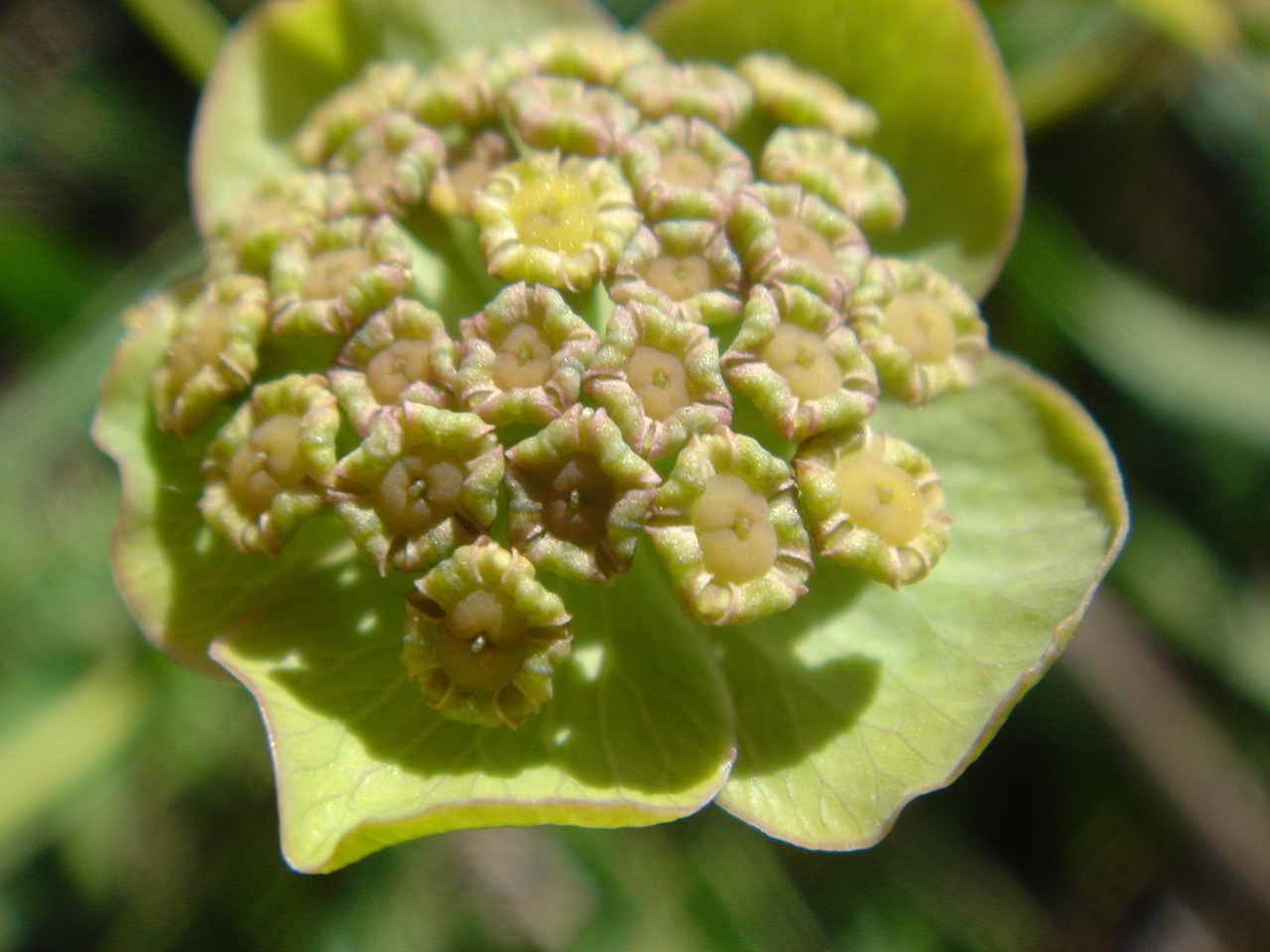
Detalle de las flores

## Descripción
B. angulosum es una hierba perennifolia, glabrescente, con tallos leñosos solo en la base, el resto herbáceos, poco ramificados; hojas amplexicaules y con margen hialino estrecho, las inferiores oblongo-lanceoladas, agudas, atenuadas en el peciolo, de 4-30 por 0'3-3 cm, las superiores ovado-lanceoladas, cordado amplexicaules, de 2-10 por 0'8-1'5 cm; la umbela con 3-6 radios y 3-5 brácteas ovadas; 5-6 bractéolas; las flores con pétalos amarillos, verdosos o púrpuras; los frutos de 6-7 mm, con las costillas estrechamente aladas y sobre pedicelo de 3-6 mm.
Presenta nervios reticulados y no paralelos, a diferencia de Bupleurum ranunculoides . 

## Hábitat
Se encuentra en fisuras y rellanos de cantil; más raro cerca de peñascos en ambientes forestales sombríos e incluso en el suelo de estos bosques en alturas de 700 a 2200 metros. La floración se produce en ( Mayo ) Junio - Agosto ( Septiembre ) y la fructificación en julio - Octubre .

## Distribución
Es endémica del Pirineo y Montes Cantábricos hasta Santander; en Aragón alcanza el Prepirineo con límite meridional absoluto en la Sierra de Guara.

## Taxonomía
Bupleurum angulosum fue descrita por Carlos Linneo y publicado en Species Plantarum 236. 1753.
Citología
Número de cromosomas de Bupleurum angulosum (Fam. Umbelliferae) y táxones infraespecíficos = Bupleurum angulosum L.: 2n=14
Etimología
Bupleurum: nombre genérico que deriva de dos palabras griegas bous y pleurón, que significa "buey" y "costa". Probable referencia a las ranuras longitudinales de las hojas de algunas especies del género. Este nombre fue usado por primera vez por Hipócrates y, de nuevo, en tiempos relativamente modernos, por Tournefort y Linneo.
angulosum: epíteto latino que significa "con ángulos".
Sinonimia
- Bupleurum pyrenaeum Gouan
- Bupleurum stellatum subsp. angulosum (L.) Malag.
- Bupleurum stellatum var. pyrenaeum (Gouan) Malag.[3]
- Bupleurum angulosum f. angustifolium H.Wolff
- Bupleurum angulosum f. giganteum H.Wolff
- Bupleurum angulosum f. lancifolium (Rouy & E.G.Camus) H.Wolff
- Bupleurum pyrenaeicum Willd.
- Bupleurum pyrenaicum var. alpinum Lapeyr.
- Bupleurum pyrenaicum var. lancifolium Rouy & E.G.Camus
- Bupleurum pyrenaicum var. linearifolium Rouy & E.G.Camus
- Bupleurum pyrenaicum var. longifolium Rouy & E.G.Camus
- Bupleurum stellatum Lapeyr.
- Tenoria pyrenaea Spreng.[5]